# سكوت شيلدز
سكوت شيلدز (بالإنجليزية: Scott Shields)‏ هو لاعب كرة قدم أمريكية أمريكي، ولد في 29 مارس 1976 في سان دييغو في الولايات المتحدة.

## وصلات خارجية
- سكوت شيلدز على موقع مرجع كرة القدم المحترفة.كوم (الإنجليزية)
- سكوت شيلدز على موقع JustSportsStats.com (الإنجليزية)